# Liste des hauts-commissaires des provinces du Burkina Faso
Cette page dresse la liste des haut(e)s-commissaires actuel(le)s et des secrétaires généraux des 45 provinces du Burkina Faso.
Note: Cette page peut demander des mises à jour régulières à partir des comptes rendus du Conseil des ministres annoncés dans les médias.

## Hauts-fonctionnaires par province et par fonction
| Province     | Fonction                           | Nom                                           | Ancienne fonction                   | Depuis le      | Région            |
| ------------ | ---------------------------------- | --------------------------------------------- | ----------------------------------- | -------------- | ----------------- |
| Balé         | Haute-commissaire                  | Mme Ouo Bibata Bamouni/Traoré                 | Administratrice civile              | 8 juillet 2016 | Boucle du Mouhoun |
| Balé         | Secrétaire général de la province  | M. Abdoulaye Héma                             | Administrateur civil                | 8 juillet 2016 | Boucle du Mouhoun |
| Banwa        | Haut-commissaire                   | M. Rasmané Ouédraogo                          | Administrateur civil                | 8 juillet 2016 | Boucle du Mouhoun |
| Banwa        | Secrétaire général de la province  | M. Sié Bruno Traoré                           | Administrateur civil                | 8 juillet 2016 | Boucle du Mouhoun |
| Kossi        | Haut-commissaire                   | M. Alfred Ouaré                               | Administrateur civil                | 8 juillet 2016 | Boucle du Mouhoun |
| Kossi        | Secrétaire général de la province  | M. David Ayoro                                | Administrateur civil                | 3 juin 2020    | Boucle du Mouhoun |
| Mouhoun      | Haut-commissaire                   | M. Moussa Zabré                               | Administrateur civil                | 8 juillet 2016 | Boucle du Mouhoun |
| Mouhoun      | Secrétaire général de la province  | M. Innocents Ouattara                         | Administrateur civil                | 3 juin 2020    | Boucle du Mouhoun |
| Nayala       | Haute-commissaire                  | Mme Mariama Konaté/Gnanou                     | Administratrice civile              | 8 juillet 2016 | Boucle du Mouhoun |
| Nayala       | Secrétaire général de la province  | M. R. Jean Ouédraogo                          | Administrateur civil                | 8 juillet 2016 | Boucle du Mouhoun |
| Sourou       | Haut-commissaire                   | M. Nouzélé K. Kafando                         | Administrateur civil                | 8 juillet 2016 | Boucle du Mouhoun |
| Sourou       | Secrétaire général de la province  | M. Lucien Guenguéré                           | Administrateur civil                | 8 juillet 2016 | Boucle du Mouhoun |
| Comoé        | Haute-commissaire                  | Mme Salimata Dabal                            | Administratrice civile              | 8 juillet 2016 | Cascades          |
| Comoé        | Secrétaire général de la province  | M. Tiga Émile Valéa                           | Administrateur civil                | 8 juillet 2016 | Cascades          |
| Léraba       | Haute-commissaire                  | Mme B. Madeleine Traoré/Bicaba                | Administratrice civile              | 8 juillet 2016 | Cascades          |
| Léraba       | Secrétaire général de la province  | M. Dominique Wendpanga Bandaogo               | Administrateur civil                | 8 juillet 2016 | Cascades          |
| Kadiogo      | Haut-commissaire                   | M. Boureima Sawadogo                          | Administrateur civil                | 8 juillet 2016 | Centre            |
| Kadiogo      | Secrétaire général de la province  | M. Boureima Tiendrébéogo                      | Administrateur civil                | 8 juillet 2016 | Centre            |
| Boulgou      | Haut-commissaire                   | M. Kouliga Albert Zongo                       | Administrateur civil                | 8 juillet 2016 | Centre-Est        |
| Boulgou      | Secrétaire général de la province  | M. Oumarou Sandwidi                           | Administrateur civil                | 3 juin 2020    | Centre-Est        |
| Koulpélogo   | Haut-commissaire                   | M. Antoine Marie Silvanus Douamba             | Administrateur civil                | 8 juillet 2016 | Centre-Est        |
| Koulpélogo   | Secrétaire général de la province  | M. Adama Koussoubé                            | Administrateur civil                | 3 juin 2020    | Centre-Est        |
| Kouritenga   | Haute-commissaire                  | Mme Aissata Angélina Traoré                   | Administratrice civile              | 3 juin 2020    | Centre-Est        |
| Kouritenga   | Secrétaire général de la province  | M. Abraham Y. Somdo                           | Administrateur civil                | 8 juillet 2016 | Centre-Est        |
| Bam          | Haut-commissaire                   | M. Ali Ouédraogo                              | Administrateur civil                | 3 juin 2020    | Centre-Nord       |
| Bam          | Secrétaire générale de la province | Mme Aminata Sorgho/Gouba                      | Administratrice civile              | 8 juillet 2016 | Centre-Nord       |
| Namentenga   | Haute-commissaire                  | Mme Yvette Nacoulma/Sanou                     | Administratrice civile              | 8 juillet 2016 | Centre-Nord       |
| Namentenga   | Secrétaire général de la province  | M. Idrissa Gamsonré                           | Administrateur civil                | 3 juin 2020    | Centre-Nord       |
| Sanmatenga   | Haut-commissaire                   | M. Auguste Kinda                              | Administrateur civil                | 3 juin 2020    | Centre-Nord       |
| Sanmatenga   | Secrétaire général de la province  | M. Amadé Boina                                | Administrateur civil                | 8 juillet 2016 | Centre-Nord       |
| Boulkiemdé   | Haut-commissaire                   | M. Amidou Soré                                | Administrateur civil                | 8 juillet 2016 | Centre-Ouest      |
| Boulkiemdé   | Secrétaire général de la province  | M. Émile Firmin W. Bamas                      | Administrateur civil                | 3 juin 2020    | Centre-Ouest      |
| Sanguié      | Haute-commissaire                  | Mme Anasthasie Sawadogo/Sawadogo              | Administratrice civile              | 8 juillet 2016 | Centre-Ouest      |
| Sanguié      | Secrétaire générale de la province | Mme Téné Justine Ilboudo                      | Administratrice civile              | 8 juillet 2016 | Centre-Ouest      |
| Sissili      | Haut-commissaire                   | M. Emmanuel Ouédraogo                         | Administrateur civil                | 8 juillet 2016 | Centre-Ouest      |
| Sissili      | Secrétaire général de la province  | M. Boulaye Tamani                             | Administrateur civil                | 8 juillet 2016 | Centre-Ouest      |
| Ziro         | Haute-commissaire                  | Mme Clarisse Marie Esther Ouédraogo/Zoungrana | Administratrice civile              | 8 juillet 2016 | Centre-Ouest      |
| Ziro         | Secrétaire générale de la province | Mme Wossolème Clarisse Denni                  | Administratrice civile              | 3 juin 2020    | Centre-Ouest      |
| Bazèga       | Haute-commissaire                  | Mme Sy Assétou Barry/Traoré                   | Administratrice civile              | 8 juillet 2016 | Centre-Sud        |
| Bazèga       | Secrétaire général de la province  | M. Sahabani Zéba                              | Administrateur civil                | 8 juillet 2016 | Centre-Sud        |
| Nahouri      | Haut-commissaire                   | M. Kikaba Jean Karembiri                      | Commissaire divisionnaire de police | 8 juillet 2016 | Centre-Sud        |
| Nahouri      | Secrétaire générale de la province | Mme Mama Zanfara/Traoré                       | Administratrice civile              | 8 juillet 2016 | Centre-Sud        |
| Zoundwéogo   | Haut-commissaire                   | M. Sayouba Sawadogo                           | Administrateur civil                | 8 juillet 2016 | Centre-Sud        |
| Zoundwéogo   | Secrétaire général de la province  | M. T. Armand Dambré                           | Administrateur civil                | 8 juillet 2016 | Centre-Sud        |
| Gnagna       | Haut-commissaire                   | M. Ousmane Balima                             | Administrateur civil                | 8 juillet 2016 | Est               |
| Gnagna       | Secrétaire général de la province  | M. Harouna Sissao                             | Administrateur civil                | 8 juillet 2016 | Est               |
| Gourma       | Haut-commissaire                   | M. Aboubakar Traoré                           | Administrateur civil                | 8 juillet 2016 | Est               |
| Gourma       | Secrétaire générale de la province | Mme Bernadette Adényo/Sermé                   | Administratrice civile              | 8 juillet 2016 | Est               |
| Komondjari   | Haut-commissaire                   | M. N. W. Eugène Zongo                         | Administrateur civil                | 8 juillet 2016 | Est               |
| Komondjari   | Secrétaire général de la province  | M. Yéonviel Somé                              | Administrateur civil                | 3 juin 2020    | Est               |
| Kompienga    | Haut-commissaire                   | M. Lamine Soulama                             | Administrateur civil                | 8 juillet 2016 | Est               |
| Kompienga    | Secrétaire général de la province  | M. Koudtiga Théophile Ouédraogo               | Administrateur civil                | 8 juillet 2016 | Est               |
| Tapoa        | Haut-commissaire                   | M. Félix Daboné                               | Administrateur civil                | 8 juillet 2016 | Est               |
| Tapoa        | Secrétaire général de la province  | M. Jean-Marie Kientèga                        | Administrateur civil                | 8 juillet 2016 | Est               |
| Houet        | Haut-commissaire                   | M. Jérémie Kouka Ouédraogo                    | Administrateur civil                | 8 juillet 2016 | Hauts-Bassins     |
| Houet        | Secrétaire général de la province  | M. Abdallah Pathé Sangaré                     | Administrateur civil                | 8 juillet 2016 | Hauts-Bassins     |
| Kénédougou   | Haut-commissaire                   | M. François de Salles Charlemagne Nama        | Administrateur civil                | 8 juillet 2016 | Hauts-Bassins     |
| Kénédougou   | Secrétaire général de la province  | M. Drissa Héma                                | Administrateur civil                | 3 juin 2020    | Hauts-Bassins     |
| Tuy (ou Tui) | Haute-commissaire                  | Mme Orokia Onadja/Barro                       | Administratrice civile              | 8 juillet 2016 | Hauts-Bassins     |
| Tuy (ou Tui) | Secrétaire général de la province  | M. Jean-Pierre Vogna                          | Administrateur civil                | 8 juillet 2016 | Hauts-Bassins     |
| Loroum       | Haut-commissaire                   | M. Djibril Bassolé                            | Officier, lieutenant de gendarmerie | 3 juin 2020    | Nord              |
| Loroum       | Secrétaire général de la province  | M. Saïdou Guigma                              | Administrateur civil                | 8 juillet 2016 | Nord              |
| Passoré      | Haut-commissaire                   | M. Adama Jean Yves Béré                       | Administrateur civil                | 8 juillet 2016 | Nord              |
| Passoré      | Secrétaire général de la province  | M. Idrissa Yanogo                             | Administrateur civil                | 8 juillet 2016 | Nord              |
| Yatenga      | Haute-commissaire                  | Mme Aminata Tarnagda                          | Administratrice civile              | 3 juin 2020    | Nord              |
| Yatenga      | Secrétaire général de la province  | M. Souleymane Nakanabo                        | Administrateur civil                | 8 juillet 2016 | Nord              |
| Zondoma      | Haute-commissaire                  | Mme Hawa Kaboré                               | Administratrice civile              | 8 juillet 2016 | Nord              |
| Zondoma      | Secrétaire général de la province  | M. Siaka de Issa Ouattara                     | Administrateur civil                | 8 juillet 2016 | Nord              |
| Ganzourgou   | Haut-commissaire                   | M. Ambroise Ouédraogo                         | Administrateur civil                | 3 juin 2020    | Plateau-Central   |
| Ganzourgou   | Secrétaire général de la province  | M. Ibrahim Boly                               | Administrateur civil                | 8 juillet 2016 | Plateau-Central   |
| Kourwéogo    | Haut-commissaire                   | M. Irma F. R. Zoungrana                       | Administrateur civil                | 8 juillet 2016 | Plateau-Central   |
| Kourwéogo    | Secrétaire général de la province  | M. Inoussa Kaboré                             | Administrateur civil                | 8 juillet 2016 | Plateau-Central   |
| Oubritenga   | Haute-commissaire                  | Mme Émilienne Yanogo/Koumsaga                 | Administratrice civile              | 8 juillet 2016 | Plateau-Central   |
| Oubritenga   | Secrétaire générale de la province | Mme Haoua Ouédraogo                           | Administratrice civile              | 3 juin 2020    | Plateau-Central   |
| Oudalan      | Haut-commissaire                   | M. Daouda Traoré                              | Administrateur civil                | 8 juillet 2016 | Sahel             |
| Oudalan      | Secrétaire général de la province  | M. Babi Zida                                  | Administrateur civil                | 8 juillet 2016 | Sahel             |
| Séno         | Haute-commissaire                  | Mme Irène Coulibaly                           | Administratrice civile              | 8 juillet 2016 | Sahel             |
| Séno         | Secrétaire général de la province  | M. Boukaré Kinda                              | Administrateur civil                | 8 juillet 2016 | Sahel             |
| Soum         | Haut-commissaire                   | M. Mohamed Dah                                | Administrateur civil                | 8 juillet 2016 | Sahel             |
| Soum         | Secrétaire général de la province  | M. Maurice Konate                             | Administrateur civil                | 8 juillet 2016 | Sahel             |
| Yagha        | Haut-commissaire                   | M. Laurent Bado                               | Administrateur civil                | 8 juillet 2016 | Sahel             |
| Yagha        | Secrétaire général de la province  | M. Abdoul-Manguidou Ouédraogo                 | Administrateur civil                | 8 juillet 2016 | Sahel             |
| Bougouriba   | Haut-commissaire                   | M. Raphaël Zoungrana                          | Administrateur civil                | 3 juin 2020    | Sud-Ouest         |
| Bougouriba   | Secrétaire général de la province  | M. Saïdou Sakira                              | Administrateur civil                | 8 juillet 2016 | Sud-Ouest         |
| Ioba         | Haut-commissaire                   | M. Pagnon Bado                                | Administrateur civil                | 8 juillet 2016 | Sud-Ouest         |
| Ioba         | Secrétaire général de la province  | M. Tasséré Nakoulma                           | Administrateur civil                | 8 juillet 2016 | Sud-Ouest         |
| Noumbiel     | Haut-commissaire                   | M. Yaya Sanou                                 | Administrateur civil                | 8 juillet 2016 | Sud-Ouest         |
| Noumbiel     | Secrétaire général de la province  | M. Salif Traoré                               | Administrateur civil                | 8 juillet 2016 | Sud-Ouest         |
| Poni         | Haut-commissaire                   | M. Ram Joseph Kafando                         | Administrateur civil                | 8 juillet 2016 | Sud-Ouest         |
| Poni         | Secrétaire général de la province  | M. Réné Karambiri                             | Administrateur civil                | 3 juin 2020    | Sud-Ouest         |